# John F. Chellis
John F. Chellis († 17. September 1883 in Oregon) war ein US-amerikanischer Politiker. In den Jahren 1862 und 1863 war er Vizegouverneur des Bundesstaates Kalifornien.
Die Quellenlage über John Chellis ist sehr schlecht. Er lebte zumindest zeitweise in Kalifornien und wurde Mitglied der Republikanischen Partei. Im Jahr 1862 wurde er an der Seite von Leland Stanford zum Vizegouverneur seines Staates gewählt. Dieses Amt bekleidete er zwischen 1862 und 1863. Dabei war er Stellvertreter des Gouverneurs und Vorsitzender des Staatssenats. Nach dem Ende dieser Zeit wurde die Dauer der Amtszeiten der Gouverneure und Vizegouverneure von Kalifornien von zwei auf vier Jahre verlängert. Erwähnenswert ist, dass Chellis als Vizegouverneur auch die Aufsicht über das Staatsgefängnis innehatte. In dieser Eigenschaft wurde er bei einem Gefangenenausbruch als Geisel genommen und später von der Polizei wieder befreit. Er starb am 17. September 1883 in Oregon.